# へびつかい座70番星
へびつかい座70番星は、太陽系から16.6光年離れたへびつかい座領域の連星である。
主星は黄色がかったオレンジ色の主系列星（矮星）でスペクトル型はK0、伴星はオレンジ色の主系列星（矮星）でスペクトル型はK5である。主星はりゅう座BY型変光星でもある。主星と伴星の間の平均距離は23.2AUだが、離心率が高いために11.4AUから34.8AUまで変化する。
18世紀にウィリアム・ハーシェルが連星系の研究をする中で、この星系も連星であることを初めて証明した。ハーシェルは同時に、眼視では分離できないもう一つの伴星が存在する可能性にも触れている。
1855年、英国東インド会社のマドラス天文台長W・S・ジェイコブがこの連星の軌道に異常性を発見し、この星系には高い確率で惑星があると主張した。1899年にはトーマス・シーが、この星系には不可視の伴星があると強く主張した。しかし、フォレスト・モールトンがそのような軌道要素の3体連星系は非常に不安定であることを証明する論文をすぐに発表した。現在ではジェイコブとシーの主張は誤りであったとされているが、ジェイコブの主張は恐らく、アストロメトリ法に基づく太陽系外惑星の発見の、最も初期の報告の一つである。
2006年には、マクドナルド天文台の研究チームが16年に及ぶ観測結果に基づき、へびつかい座70番星 A から 0.05 - 5.2 天文単位の範囲において存在できる惑星の質量の上限を導き出している。